# احمد فتحی
احمد فتحی (عربی: أحمد فتحي؛ زاده ۱۰ نوامبر ۱۹۸۴) یک بازیکن فوتبال اهل مصر است.
وی همچنین در تیم ملی فوتبال مصر بازی کرده‌است.